# 聖闘士星矢 NEXT DIMENSION 冥王神話の登場人物
聖闘士星矢 NEXT DIMENSION 冥王神話の登場人物一覧（セイントセイヤ ネクスト ディメンション めいおうしんわのとうじょうじんぶついちらん）は、車田正美著の漫画作品『聖闘士星矢 NEXT DIMENSION 冥王神話』に登場する人物を列挙する。

## アテナ軍
下記人物達のほか、白銀聖闘士に杯座の水鏡がいるが、冥闘士となりハーデス軍に寝返っている。
サーシャ
この時代の女神アテナ。天馬の幼なじみの恋人。体が弱く、天馬がアローンを連れてフィランツィオに戻った時にはベッドに寝ていた。
天馬、アローンに自身とお揃いの花の鎖を渡し、「いかなる事があっても三人の絆は永遠」と説く。
女神アテナとしてこの時代に覚醒するはずであったが、未来のアテナである城戸沙織がクロノスの力で時空を超えてやって来た影響で長い間眠り続けており、「眠り姫」と噂されている。
天馬星座（ペガサス）の天馬（テンマ）
技：ペガサス流星拳
本編の主人公。この時代の天馬星座の青銅聖闘士にして、星矢の前世に当たる人物。性格も姿形も星矢と瓜二つ。
天涯孤独の身で、幼い頃はペガサスと名乗り野盗をしていたが、雪山で遭難しかけた際にアローンと白銀聖闘士・杯座の水鏡に助けられ改心。以後アローンとは友人となり水鏡に弟子入りして聖闘士になった。
ペガサス
天馬の愛馬である白馬。並の馬ではなく、冥闘士を退けハーデスの結界により絶体絶命の窮地に陥った天馬・童虎・シオンを救った。左右の樽にはそれぞれ天馬星座と杯座の聖衣櫃が収められている。
教皇
聖闘士を束ねる最高指揮官。聖戦に備えて、シオンと童虎を青銅聖闘士から黄金聖闘士に昇格させた。しかし実際にはハーデスに寝返っており、赤子として降臨した女神アテナ（城戸沙織）を黄金の短剣で刺殺しようとしたところをシジマに抑止される。（しかし、カルディナーレの裏切り行為を知った際、自分自身が裏切っていないような台詞を発しておりその言動が不明瞭である。）

### 黄金聖闘士
牡羊座（アリエス）のシオン
技：クリスタルウォール
『聖闘士星矢』での人物は黄金聖闘士#牡羊座のシオンを参照。
真友（しんゆう）の童虎、水鏡と共に研鑽を重ね、牡羊座の黄金聖闘士として認められる。性格は冷静沈着で聖闘士としての使命をなにより大事にする。テレキネシス、テレパスなどの超常の力を持つが、若輩ゆえに実力はまだ未熟。
杯座の水面に映し出された未来の自分が教皇であることに衝撃を受ける。復活したオデッセウスと対峙した際は女神に付くと述べ彼を迎撃するも再び眠らされた。
牡牛座（タウラス）のオックス
技：グレートホーン
黄金聖闘士一の豪腕を誇る巨漢の男。金牛宮へ侵攻してきた数人の冥闘士を全滅させ、水鏡をも追い詰めるが本気で攻撃しなかったことが災いし、彼の氷槍白蓮華を喰らい敗北した。死してはいないためアケローン河の岸に座していた際、現世から来たオデッセウスの迎えを受ける。金牛宮でシオン同様自分と女神どちらに付くか問われ女神に付くと返すも再び眠らされた。
双子座（ジェミニ）のカイン
技：アナザーディメンション、幻朧魔皇拳、ギャラクシアンエクスプロージョン（GEX）、起死回星
正義感に溢れ慈愛に満ちた高潔な聖闘士であるが、融通が利かない堅物な一面もある。実力は黄金聖闘士の中でも群を抜いており、十二人の黄金聖闘士の中でも最強を誇る双子座この時代においても例外はない、代々黄金聖闘士の中でも最強を謳われる双子座と称される。唐突に出現しては意に反する行動をとる弟のアベルに振り回され苦悩を重ねている。二人きりの場合を除いて同じ場面で二人が揃って出現することはなく、片方が現れると決まって片方が姿を消す。
去り際の一輝に、双子かつ多重人格者であった未来の双子座の黄金聖闘士サガを引き合いに出され、双子座の呪われた宿命を指摘された際に、双子でも多重人格でもなく神の悪戯でこの世に生まれてきた自分達に比べればサガのそれは遥かにマシと、心中で批評している。
復活したオデッセウスと対峙した際は彼のオペでアベルを自らの後頭部に植え付けられた。アベルが女神を守るよう言い残し消滅するとオデッセウスに攻撃を仕掛ける。GEXでオデッセウスの肉体をバラバラにするが直後、縫合・再生したオデッセウスに再び眠らされた。
双子座のアベル
カインの弟。正義を嘲笑い、ハーデスへの寝返りを企む邪悪な聖闘士。好戦的かつ狡猾な性格で、水鏡に幻朧魔皇拳を仕掛けてアテナの殺害を目論んだり、カインのGEXを受け瀕死に陥った一輝をいずれ邪魔になるからと抹殺しようとするなど、極めて危険な存在である。ただ、実際は善の人格であり、カインの体内でアポトーシスするはずであった細胞が奇跡的に生き残り、アベルという第二の人格が現れた。免疫により排除される運命に抗うため、アベルはカインと正反対の悪になる事で自己を存在させようとしたとオデッセウスは述べている。
聖域の者達が太陽及び全銀河系の軌道が狂い始めたことを知り動揺している機に乗じて聖域征服を企図する。復活したオデッセウスと対峙した際は共に聖域征服せんと勧誘するが、彼のオペによりカインの後頭部に人面疽のごとく植え付けられる。同時に彼のオペでアポトーシスされたアベルはカインにアテナを託す旨の言葉を遺し消滅した。
蟹座（キャンサー）のデストール
技：積尸気冥界波（せきしきめいかいは）、ピーチアタック、蟹座八方美人拳（キャンサーオールビューティーけん）、娑婆陀芭陀亜（シャバダバダア）、桃尻爆弾（ピーチボンバー〈通称：桃爆〉）
巨蟹宮に迷い出る亡者を自作の棺桶につめて冥界へ送り返していることから“棺桶屋のデストール”の異名を持つ男。修行時代はそのオカマっぽさから苛められていたが、オデッセウスに慰められていた。彼に自身をより美しくしてもらう約束を取り付け血の滲むような努力をして黄金聖闘士に登り詰めた。
言動はオカマっぽく、狡猾な態度とは裏腹に水鏡・天馬・瞬の三人を一人で圧倒する実力者で、カイザーの敵意を軽く受け流すほど性根は据わっている。教皇の反逆を知りつつアテナとハーデスを天秤にかけ、幻朧魔皇拳で暴走する水鏡への生け贄に瞬と天馬を差し出そうとし、さらには冥闘士に道案内役を強要されるやあっさり承諾する日和見的な行動をとる反面、水鏡の男気に感じ入りカイザーの追撃を諌止する・敵わない相手ではあると知りつつも水鏡を侮辱したフェルメールに啖呵を切るなど、情義に厚い一面も持っている。「人、特に男を見る目は確か」と語っており、水鏡がアテナを裏切っていないことや、巨蟹宮を訪れた一輝が敵ではないこと、一輝が獅子座の黄金聖闘士の後継者と見抜くなど洞察力にも優れる。太陽及び全銀河系の軌道が狂い始めた異常事態に気付く。
フェルメールのコズミックマリオネーション・ヴァリアシオンによって全身を捻り上げられ、ボールのように丸まった姿にされてしまうが、本人は動きやすくて快適だと気に入っている様子。また頭髪は頭頂部が禿げており、ウイッグを着用している。なお、蛇夫宮が出現した際、ヒュプノテラピアにより髪の毛が3本生えている。オデッセウスと対峙した際は過去にした約束の履行を要求、当人の圧も加わりオデッセウスをたじろがせた。アテナを討つというオデッセウスには与せず、丸まった姿から手足を元に戻し黄金聖衣を装着し攻撃するも全く通じなかった。覚悟を認められ再度の睡魔に襲われるなか、沈黙の棺を使用し質問するもオデッセウスの回答が聞こえず問い詰めた際、自身で答えを言ってしまい沈黙の棺に吸い込まれた。オデッセウスには去り際、人として正しく生きるならお前は最高の黄金聖闘士だと評された。
その後オデッセウスによって再び眠りの法を解かれて覚醒し、パピヨンのジュリエッタのフェアリー・スロンギングで死界に飛ばされた天馬を間一髪救出する。ジュリエッタ相手に青銅の自分では歯が立たないと弱音を吐く天馬を平手打ちし、水鏡の教えを無駄にするな、小宇宙を燃やして戦えば決して負けはしないと叱咤した。そして娑婆陀芭陀亜で天馬を現世に送り返した後、三度眠りにつく。
沈黙の棺（オメルタ）
棺の蓋が開いた状態で相手に質問し、相手がそれに回答すると棺に吸い込まれ封印される。なお、質問に回答して吸い込まれるのは必ずしも相手だけとは限らず、自分で回答した場合でも例外なく吸い込まれてしまう。また一度棺に吸い込まれると中からは絶対に開かないが、外からは意外と簡単に開いてしまう。
獅子座（レオ）のカイザー
技：ライトニングボルト、ライトニングプラズマ
第五の宮｢獅子宮｣を守護する精悍な男。強面かつ無愛想だが慈愛に溢れる。敵に対しては烈火の如く非情さを見せるが、内には情義に厚い心を秘めている。
黄金候補生の頃に獅子王の討伐を決意、互いに相打ちとなり心臓を貫かれるが、獅子王の意を汲んだオデッセウスからライオンハートを移植された。
獅子宮に一輝が現れた際、デストールの言葉は信用せずも、宮の階段を上り自らの元まで到達すれば敵でないと判断すると告げ、一輝に光速拳を放つ。自らの技を受け倒れて、なお立ち上がる一輝の持つ力を感じつつ、再び放った自身最高の技を相殺した彼に真央点を突き血止めをし、獅子座の後継者として認め宮の通過を許可した。その後、太陽及び全銀河系の軌道が狂い始めた異常事態に気付く。オデッセウスと対峙した際は一撃を浴びせるが、ライオンハートの拒絶反応が起きる。命を捨ててオデッセウスに立ち向かおうとするも昏倒しコルレオーネの実を飲まされた。
ゴールディ／ブロンディ
黄金の鎧を纏って、カイザーに付き従う巨大な獅子の兄妹。ゴールディが兄、額に白星のあるブロンディが妹。獅子宮を守護する番犬ならぬ番獅子で、カイザー仕込みの実力は冥闘士も圧倒するほど。かつて童虎が襲われた際に水鏡が殺めてしまった母獅子の仔で、親代わりに育てたカイザーにしか懐かなかった。しかし、純粋な瞬と動物に好かれる天馬には懐き、主の意に背いて二人を庇っている。唾液には治癒能力があり、天馬の身体を舐めて傷を癒した。サマエルの毒を持つ毒蛇が出現した際は、一輝を信じる主の意向に沿い蛇を倒す。
コルレオーネの実
ライオンハートの拒絶反応を抑える効果のある実。
乙女座（バルゴ）のシジマ
技：天舞宝輪（てんぶほうりん）、吽形（うんぎょう）
後世のシャカと同様、神に近い男と称される。平時にはほとんど口を開かずテレパシーで会話するため、“静寂なる男”とも呼ばれる。テレキネシス能力も持つ。水鏡が沙羅双樹の園からアテナに送った血染めの「拾」「参」の文字から神話の時代からの伝説である呪われた十三番目の黄金聖闘士・蛇遣座の復活を危惧している。
黄金の短剣で教皇に殺されそうになった沙織を救うが、カルディナーレの不意打ちを受け瀕死の重傷を負った。赤子のアテナを抱えてスターヒルから逃亡するが、教皇の間に突如出現した“神々の迷宮”に囚われる。処女宮には鉄壁の結界を敷いており“仏陀の四門”を出現させ、水鏡を惑わせ瞬や天馬を圧倒するが、瞬の聖衣から出現したシャカの残留思念と壮絶な戦いを繰り広げる。神々の迷宮まで追撃してきたカルディナーレに、シャカとの戦闘で消耗した所を狙われ絶体絶命の危機に陥るも、女神の力を受け回復した。カルディナーレの使用していたアリアドネの糸を用い、アテナと共に神々の迷宮から脱出した際、時空の狭間に迷い込み、インビジブルソードを受けた星矢や、死してなお時空を超えアテナを護り続ける未来の黄金聖闘士達12人の魂を目撃する。
双魚宮に至る道で沙織がサマエルの毒蛇に咬まれる。魔宮薔薇や毒蛇の群れに阻まれるが、沙織をアテナと認め自身に託したカルディナーレの助力もあり双魚宮を通過し、宝瓶宮にてミストリアと対面した。覚醒の法により目覚め、オデッセウスの復活を認識する。
無響空間
処女宮に敷かれている結界。侵入者の鼓膜を破り脳を破壊し精神を崩壊させる。
仏陀の四門
老門・病門・生門・死門からなる4つの門。
残留思念
処女宮に侵入した一輝を追い込み、続いてオデッセウスと対峙した。シャカのそれは瞬の聖衣から出現している。
天秤座（ライブラ）の童虎（ドウコ）
技：廬山百龍覇、廬山昇龍覇
『聖闘士星矢』での人物は黄金聖闘士#天秤座の童虎を参照。
真友のシオン・水鏡と共に研鑽を重ね、天秤座の黄金聖闘士として認められる。性格は真っ直ぐで義に厚い熱血漢。水鏡の裏切りを欲得ではない何か別の要因であると勘づいている。
杯座の水面に映し出された未来の姿が老人（＝老師）であったことに驚き、信じようとはしていなかったが、紫龍との戦いで彼が未来から来た弟子と認めることになった。
天秤宮に到達した水鏡を説得しようとするも水鏡の意志は変わらず、互いの奥義をぶつけ合う死闘になる。それまでの戦いでの消耗により水鏡が廬山百龍覇に耐えきれず、結果的に真友を殺めることとなった。太陽及び全銀河系の軌道が狂い始めた異常事態に気付きアテナの即座の殺害を図る。
蠍座（スコーピオン）のエカルラート
技：リストリクション、スカーレットニードル、S・Nクアトロ、S・Nアンタレス
出現したり消失したりするといった透明人間のような体質を持つ男。数年前、修行中に蠍に刺されたことが原因で、肉体のみならず血液に至るまで水晶化する病気に侵される。見舞いに来たオデッセウスからいずれは完全に消滅すると告げられるも、自身を生かそうとしたオデッセウスから瀉血及び彼の血液を用いた輸血を幾度か受けることで生き永らえた。そのため、恩義のあるオデッセウスの復活の際には彼に与することを宣言する。
天蠍宮に来た紫龍に攻撃を加え圧倒するも、紫龍の持つ杖から「宝珠」が出現するのを目撃する。龍神に選ばれた紫龍に敬意を表し全力を以て葬ろうとするも、蠍の爪を砕かれたため敗北を認めた。その後、紫龍の真央点を突き、宮の通過を許可する。
射手座（サジタリアス）のゲシュタルト
幼少から共に育った愛馬・ターニャが病死した事に深く悲しみ、オデッセウスに愛馬の蘇生を依頼する。オデッセウスは蘇生を断られても諦めず懇願する彼を救うため、愛馬が体を借りて復活したと思い込ませる心理療法を施していた。しかし、ゲシュタルト自身の妄念が非常に強く周囲にも人馬一体に見えたため、登場当初は下半身が馬という異形の姿であった。
人馬宮に到達した氷河と対峙、彼の言に耳を貸さず矢を放った。アイオロスの遺書を目撃してからは氷河の連れている少女（沙織）がアテナであるか確信が持てず沙織を試すために女神の矢を放つ。矢を止めた沙織から自身の人馬一体の姿が幻である事を知らしめられ、女神の矢を授けられると沙織を本当のアテナと認める。聖域を揺るがすこれまで以上の激しい鳴動が蛇夫宮とオデッセウスの間もなくの出現を意味する事を氷河に告げ、宮の通過を許した。
女神の矢
神話の時代にアテナから射手座の黄金聖闘士に授けられて以降、代々射手座の聖闘士に継承されてきた究極の矢。沙織がアテナであると確証の持てなかったゲシュタルトが彼女を試すため放った。ゲシュタルトをして当たった者は永遠に消え去る模様。魔鈴は前聖戦で失われていたと述べている。
山羊座（カプリコーン）の以蔵（イゾウ）
技：聖剣（エクスカリバー）
鋭い手刀の持ち主で“魔斬りの以蔵”の異名を持つ。遥か東にある大和の国で修行し武士道を学んだためか、聖剣を振るった際に現れるイメージは反りのある日本刀が浮かぶ。ミストリアをして「認めさせるには自分の時以上に命を懸けねばならない」ほどの男。
シジマを気遣い宝瓶宮で発生した衝撃に留意しつつ、磨羯宮に出現した蛇を倒す。残存した蛇が恩義のあるオデッセウスに忠誠を誓えと迫るが、自身はオデッセウスに恩義は無くアテナを守る為には自らの命を投げ出せると言い放ち、蛇を斬り裂いた。氷河が自宮に到達した際は、ミストリアが宮の通過を許可したことを踏まえ一定の信頼を置くが、アテナを守るために死ぬことが出来る覚悟の表示を求め、氷河にシュラ以上かと言わしめる聖剣を披露しアテナ諸共氷河を両断しようとする。聖域を揺るがす地震が起きた後、氷河の覚悟を認め宮の通過を許可した。
水瓶座（アクエリアス）のミストリア
技：オーロラエクスキューション、ホーロドニースメルチ
シジマが聖域の中で最も高潔であると評した男。宝瓶宮に現れた氷河の話に信を置かず彼を凍結させるが、シジマから託されたアテナを受け取る際、凍気を破った氷河と再度対峙した。氷河が自身の必殺技を受け止めたことに驚愕しつつも、水瓶座の黄金聖衣を凍り付かせたら氷河を認めアテナを引き渡すと語り、互いにオーロラエクスキューションを打ち合う。水瓶座の先代の黄金聖闘士に対し恐縮し全力を出せなかった氷河は倒れ伏すも、ミストリアの纏う黄金聖衣も氷河の凍気により凍り付いていた。止めを刺すことを惜しみつつ、クールに徹す自身の信条の下に勝利を決定付けようとするが、氷河を包囲している毒蛇に気付きそれらを葬った。その後、氷河の意識を回復させ彼を水瓶座の後継者と認め、アテナを託し宮の通過を許可する。氷河が磨羯宮に向かった後、群がる幾多の蛇・本来は高貴である蛇から受ける妖気に、自分達黄金聖闘士がこの先オデッセウスとアテナどちらに与するのか戸惑いつつ、一掃した。その後、太陽及び全銀河系の軌道が狂い始めた異常事態に気付く。
魚座（ピスケス）のカルディナーレ
技：ブラッディローズ、ダガーローズ
死後の安寧を得るためハーデス側へ付き、教皇の反逆に加担する男。金髪を後ろに束ねている。アテナを守るシジマを襲撃し重傷を負わせ逃亡。神々の迷宮に囚われたシジマ達を、アリアドネの糸を使用して追撃した。シャカとの戦いで消耗したシジマの首を刎ね、アテナの首と共に教皇へ献上するが、アテナの幻術に惑わされたことを指摘されて叱責を受ける。再度の襲撃では沙織の威に屈して撤退した。双魚宮に至る道で魔宮薔薇に阻まれているシジマらの前に現れ沙織を真のアテナと認めると告げ、聖域自体が出現させている魔宮薔薇を一掃しシジマを先に進ませる。その際、シジマにアテナを託し、自らは数多の毒蛇に咬み付かれながらも毒蛇の群れを葬った。その後、ヒュプノテラピアにより蛇の毒と傷が回復するも、深い眠りに落ちる。
蛇遣座（オピュクス）のオデッセウス
医司。蛇遣座の黄金聖闘士アスクレピオスの生まれ変わりとされる。守護する宮は天蠍宮と人馬宮の間にあった蛇夫宮。88の聖闘士の中で最強を謳われるが決して戦うことはなく、比類なき医力で多くの聖闘士の怪我や病を治し救った。サマエル（毒蛇）の毒を解毒できる唯一の存在。 既に死亡した人物で、1990年での蛇遣い座の聖闘士であるシャイナは、蛇夫宮の鳴動により我を失いかけることになった。
生前は白銀聖闘士であった。数百万人に一人とされる「黄金の血」（あらゆる人間に輸血しても拒絶反応を起こさない万能血液）を持っていた。体が水晶化する病に苦しむエカルラートを筆頭に全聖闘士を自らの血液や肉体を使うことで救ってきた。時期は不明だが死亡し冥界のコキュートスに落とされていた。
蛇夫宮出現の後、墓場から復活し蛇遣い座の黄金聖衣を装着。十二宮を進み各宮の黄金聖闘士に自身は女神を殺害すると伝えどちらに付くかを迫る。女神に付くと述べる黄金聖闘士の覚悟を認めつつ覚醒の法を解き眠らせている。双児宮ではアベルの誘いを断り彼の人格をオペで取り除いた。アテナ殺害を公言するも、コルレオーネの実を服用せず向かってくるカイザーには命を捨てて戦うべき真の敵はハーデス軍と告げている。
ヒュプノテラピア
蛇夫宮が出現した際に発生した現象。恐るべき回復効果で負傷していた聖闘士の傷が癒え、デストールの頭髪もまた3本再生している。ただし、聖域にいる人間に深い眠りが襲った。
蛇遣座（オピュクス）のアスクレピオス
神話の時代に存在した13番目の黄金聖闘士。黄金聖闘士の中でも最も仁智勇に優れており、また、人々の傷を癒し病を救い神と崇められていた。いつしか、自身が神になろうとしたことで神々の怒りに触れ、聖域から追放され存在を抹消された。アテナによって聖域でも禁区とされるタルタロスの獄に落とされていたが、オデッセウスの肉体に宿り現世に復活する。
サマエル
神話の時代からアスクレピオスに仕える毒蛇。神話の時代より待ち望んでいたアスクレピオスの復活を感じ取ると聖域から消失した。
小型のものと大型のものとが存在し地中に埋まった蛇夫宮を守って来た。小型のものは無数に出現し十二宮の黄金聖闘士にオデッセウスに与するよう呼びかけた。非常に巨大なものは蛇夫宮の内部で蛇遣い座の黄金聖衣を守護していた。死に瀕する者を体内に取り込むとその進行を一時的に止める事が出来る。またいかなる攻撃も通じない。
覚醒の法
ヒュプノテラピアで眠りに付いた者を覚醒させる。解除すると再びその者には眠りが襲う。
アスクレピオスの杖

## ハーデス軍
アローン
この時代の冥王ハーデスの依代となる天涯孤独の少年。
パンドラ
ハーデスの下で冥闘士達を統括し指揮を執る女。
地奇星（ちきせい）フログのミーヤン
ガーゴイルの冥闘士
水鏡の回想シーンに登場。冥界からの使い。
天貴星（てんきせい）グリフォンのフェルメール
技：コズミック・マリオネーション、コズミック・マリオネーション ヴァリアシオン
元聖闘士である水鏡に対し疑念を持っており、彼の死亡の報せを聞いたパンドラの命を受け聖域へ侵攻を開始する。
天雄星（てんゆうせい）ガルーダの水鏡（すいきょう）
技：氷槍白蓮華（ひそうびゃくれんげ）、氷槍百牙旋嵐（ひそうひゃくがせんらん）
元は杯座（クラテリス）の白銀聖闘士。天馬の師匠。
天猛星（てんもうせい）ワイバーンのシャガール
技：グレイテスト・コーション
ジュリエッタに続き、パンドラにサーシャ殺害を命じられてフィランツィオに現れる。迎え撃った天馬を桁違いの戦闘力で圧倒するが、突如飛来した射手座の黄金聖衣を纏った天馬が蛇父宮に向けて女神の矢を放った際、その射線上に位置していたため矢が胸部を貫通し、冥衣を残して消滅する。
天間星（てんかんせい）アケローンのニャン
三途の河の渡し守である女性と思しき冥闘士。オックスを迎えに来たオデッセウスから、騒がしくした詫び及びこれから来るであろう多くの聖闘士を乗せる駄賃として多量の金粒を受け取る。
地妖星（ちようせい）パピヨンのジュリエッタ
技：フェアリー・スロンギング
聖域侵攻を進めるパンドラに召喚された冥闘士。フィランツィオで「眠り姫」と噂される少女サーシャこそがこの時代のアテナと悟ったパンドラの命により、フィランツィオに向かいサーシャを襲撃するも、オデッセウスの指示により聖域より駆け付けた天馬に倒される。

## 1990年の人物
『聖闘士星矢』での設定についてはリンク先を参照。
天馬星座の星矢（ペガサスのセイヤ）
『聖闘士星矢』と『聖闘士星矢 NEXT DIMENSION 冥王神話』の主人公。廃人同然となって瞬が沙織の元を訪れた時点で余命3日となっている。過去の聖域で射手座のゲシュタルトと交戦する氷河から、射手座の後継者であると語られている。
城戸沙織（きど さおり）
女神アテナ。愛する星矢を救うためあらゆる犠牲を払う覚悟を持つ。ヘカーテに支払った代償により髪型がショートカットになっている。
クロノスの悪戯でテロメアをいじられたため、赤子として過去の聖戦に転生。“神々の迷宮”で覚醒し少女の姿まで時間を取り戻したが、双魚宮に至る道でサマエルの毒蛇に咬まれる。シジマに抱かれつつ到着した宝瓶宮では凍結した氷河と出会う。
アンドロメダ星座の瞬（アンドロメダのシュン）
友である星矢とアテナを守るため沙織と行動を共にする。1990年から“花の鎖”で互いを結んで過去の聖戦に旅立つが、沙織とはぐれ、星矢に生き写しの天馬と出会う。
十二宮に侵入した冥闘士だけでなく、未来から来たことを信じない聖闘士達とも戦うこととなる。シジマとの戦いでは窮地に陥るが奇跡的な復活を遂げたシャカに救われる。シャカから次代を担う乙女座の黄金聖闘士に指名された。その後、天馬と共に目覚めるが、十二宮に来た時から太陽の動きが皆無であることに気付く。
鳳凰星座の一輝（フェニックスのイッキ）
弟・瞬を陰ながら見守っていたが、月衛士ラスクムーンに襲われた瞬を救い彼女を退ける。ヘカーテから沙織と瞬が過去の聖戦に向かった事情を聞き、氷河と紫龍が後に続くことを信じて伝言を託す。
白羊宮で水鏡とシオンの戦いに遭遇し、シオンに加勢。敗れるものの、水鏡を鳳凰幻魔拳で苦しめる。双児宮ではGEXを受けたことにより瀕死の重体に陥るが、カインの起死回星で回復する。巨蟹宮でデストールと出会い、デストールの手伝いとして訪れた黄泉比良坂では彼と共に冥闘士達とフェルメールを退ける。獅子宮ではカイザーと交戦し彼の必殺拳を相殺、獅子座の後継者として認められ宮を通過する。処女宮ではシジマの残留思念と対峙、追い込まれるがオデッセウスに救出された。
白鳥星座の氷河（キグナスのヒョウガ）
久々に聖域を訪れた際、シャイナと斗馬の戦いに遭遇しダイヤモンドダストで斗馬を退ける。紫龍と合流するため五老峰を訪れるが星矢の危機に立ち上がろうとしない紫龍に愛想を尽かして単身オリンポスへ赴く。ヘカーテから沙織達の事情を聞いている所を斗馬に不意打ちされ危機に陥るが紫龍に救われる。
斗馬と再戦を約して過去の聖戦に紫龍と共に旅立つ。落下した先の宝瓶宮でミストリアと対峙、アテナを守るため未来から来たと伝えるも信用されず氷漬けにされるが凍気を破る。互いにオーロラエクスキューションを打ち合った際、自らは倒れ伏すもミストリアの纏う黄金聖衣を自身の凍気で凍らせていた。その後、ミストリアから宮の通過を許され水瓶座の後継者として認められ、アテナを抱き磨羯宮に向かう。磨羯宮でも以蔵にその覚悟を認められ宮の通過を許された。人馬宮ではゲシュタルトに幾多の矢を射かけられるも突如出現したアイオロスの遺書を目撃して以降は、女神の矢を止めた沙織を本当のアテナと認めたゲシュタルトから宮の通過を許可される。
龍星座の紫龍（ドラゴンのシリュウ）
五老峰へ戻った後、春麗と共に翔龍を養育するため戦いから身を退く覚悟を決め氷河の誘いを断るが、氷河を尾行していた斗馬との戦いで再び聖衣を纏う。
友情のため紫龍が立ち上がることを覚悟していた春麗の後押しで老師の形見の杖を手に旅立ち、オリンポスで氷河と合流し過去の聖域へ向かう。天秤宮で若かりし頃の老師・童虎と再会。未来から来た弟子だと信じない童虎と戦うことになるが、拳を交わし合うことで信を勝ち得る。その際に紫龍の背中の龍を見た童虎によると背中の紋は聖闘士でも浮かび上がる者は極僅かで、次代を担う天秤座の黄金聖闘士に指名された。天蠍宮に向かうなか、太陽及び全銀河系の軌道が狂い始めた異常事態に気付く。天蠍宮に進むために崩落した箇所を飛び越えた際、邯鄲の夢を見るが、老師の杖から自らの宿命を思い出し十二宮に戻って来た。天蠍宮ではエカルラートと交戦中に、背中に浮かんだ昇龍が老師の杖から出現した宝珠を掴んだため、龍神に認められた事を知る。その後、エカルラートの蠍の爪を砕いた事で彼に認められ宮を通過する。
老師の杖
老師・童虎の遺品。ヘカーテに情報の見返りとして差し出されたが、ヘカーテ自身が「アテナの髪でお釣りが来るほどだ」と断ったため、紫龍の手で過去の十二宮に持ち込まれる。杖の内部から宝珠が出現した。
鷲星座の魔鈴（イーグルのマリン）
白銀聖闘士の生き残りとしてアテナ不在の聖域を守る。
廃人同然となった愛弟子・星矢を守っていたが、星矢の命を狙う天闘士・斗馬と交戦する。斗馬と拳を交えるうち、なぜか懐かしさを感じる。蛇夫宮跡地で神に近い小宇宙と射手座の聖衣のものとは形状が異なる矢を、人馬宮でアイオロスの遺書が消失するのを目撃する。
蛇遣い星座のシャイナ（オピュクスのシャイナ）
魔鈴と共に白銀聖闘士の生き残りとしてアテナ不在の聖域を守る。
突如起きた聖域の異変で我を失い、廃墟・蛇夫宮に引き寄せられる。シャイナの異常に気づいた魔鈴が腕尽くで止めたため気を失うに留まった。
乙女座のシャカ（バルゴのシャカ）
最も神に近い男。冥界でエリシオンに通じる“嘆きの壁”破壊のため命を散らす。
かつてアンドロメダの聖衣の修復のため、自らの血を提供していたことにより過去世界の処女宮で残留思念として復活。瞬を侵入者として退けようとするシジマと伯仲の戦いを繰り広げる。“天舞宝輪”の衝突で無限戦争に陥る危機を身をもって止めようとした瞬を救うようシジマを説得する。

## オリンポス十二神
天帝ゼウスを筆頭とする十二の神々。海皇ポセイドン、冥王ハーデスはゼウスに次ぐ存在。その他にはゼウスの娘である地上の女神アテナ、アテナの姉で月の女神アルテミス、アテナの兄で太陽の神アポロンの存在が明らかになっている。神話における十二神はオリュンポス十二神を参照。
アルテミス
月の女神。アテナの姉で月の神殿で時の運行を見守っている。表向きは神として厳しい態度を取り、アテナに人間の味方をするのを止めるよう忠告し、このまま続けると天帝ゼウスの怒りを招き神から人間に堕とされることになると警告したが、内心は人間である星矢を愛してしまった妹に心を痛めており、密かに涙を流していた。
アポロン
太陽神。アルテミスとアテナの兄で、オリンポスの神々の中で最も熱く正義感に満ちている。過去からアルテミスの月の神殿に帰還したアテナと青銅聖闘士の前に、三頭立ての馬車に乗って現れる。時空を歪め混乱を起こしたアテナと青銅聖闘士に激怒し、アテナを三千年間天界の婢女に堕とし、聖闘士は皆殺し、聖域は焼き払うと厳しい処分を言い渡すが、アテナの懇願により、アテナを神から人間に変え、聖闘士達と共に記憶を消すに留める。

### 月衛士
サテライト。アルテミスに仕える女戦士達。
カリスト
アルテミスの侍女。月衛士達の統括。アテナをアルテミスの下へ案内するが、事実上天界を裏切ったアテナがアルテミスの心を惑わせていることを危惧し、ラスクムーンにアテナの抹殺を秘密裏に命令する。
ラスクムーン
技：クリムゾンバイパー
月衛士の遊撃隊長。カリストからアテナ抹殺の命令を秘密裏に受けて追跡してきた。アテナを守る瞬を倒すも現れた一輝に一蹴される。

### 天闘士
エンジェル。神々に仕える天衣（グローリィ）を纏う天界の戦士達。アポロンの元には側近として3人の天闘士がおり、普段はアポロンが乗る馬車を引く馬の姿をしている。
斗馬（トウマ）
天闘士の一人であるが、天界を追放され鎖に繋がれている片翼の堕天使。カリストの意思で締め付けられるマスク（仮面）を装着させられており、自由の身になり離ればなれになった姉を探すべくカリストの命令で星矢の首を狙っている。
氷河との二度の対決でそれぞれ痛み分けとなっており再戦を約束している。魔鈴とは因縁がある模様。
元々は太陽神アポロンに仕える4人の側近の一人であった。

## その他
ヘカーテ
月の魔女。月の神殿を目指すアテナと瞬の前に現れた老婆。アテナの髪と引き換えに月の神殿への道を教えた。アテナの髪の力により7000年ほど若返って少女の姿となり、アテナをクロノスの下へ案内する。瞬や沙織を追ってきた一輝に脅された際は、後に来るはずの龍と白鳥（紫龍と氷河）に伝言するよう約束させられた。紫龍から“老師の杖”を貰い受けるはずが杖の持つ並ならぬ力を知り断る。
翔龍
春麗と紫龍が育てている赤ん坊。捨て子であった。
時の神 クロノス
形の無い神。アルテミスによると十二神を超越しており、時を司り制することのできる唯一の神。願いを聞き入れたアテナと瞬を3日間の期限付きで過去へ導くが、引き換えに沙織を赤子にしてしまう。
獅子王
巨躯で左眼が隻眼の獅子。人間に追われ流浪の末仲間と共にネメア山に住まう。人語を解しテレパシーで人間と会話出来る。退治しにきたカイザーと戦い最後は相打ちとなった。その後、現れたオデッセウスに自身のライオンハートのカイザーへの移植するよう要請した。